# Pallipalayam
Pallipalayam là một thị xã panchayat của quận Namakkal thuộc bang Tamil Nadu, Ấn Độ.

## Nhân khẩu
Theo điều tra dân số năm 2001 của Ấn Độ, Pallipalayam có dân số 35.214 người. Phái nam chiếm 51% tổng số dân và phái nữ chiếm 49%. Pallipalayam có tỷ lệ 62% biết đọc biết viết, cao hơn tỷ lệ trung bình toàn quốc là 59,5%: tỷ lệ cho phái nam là 69%, và tỷ lệ cho phái nữ là 54%. Tại Pallipalayam, 10% dân số nhỏ hơn 6 tuổi.